# Кайдо Кюлаотс
Кайдо Кюлаотс (ест. Kaido Külaots; нар. 28 лютого 1976, Пярну) — естонський шахіст і шаховий тренер (інструктор ФІДЕ 2014), гросмейстер від 2001 року.

## Шахова кар'єра
Від другої половини 1990-х років належав до когорти провідних естонських шахістів. Неодноразово представляв Естонію на командних змаганнях, зокрема: сім разів на шахових олімпіадах (1998, 2000, 2002, 2004, 2006, 2008, 2010) та тричі на командних чемпіонатах Європи (2003, 2005, 2007). Багаторазовий призер чемпіонату Естонії, зокрема сім разів золотий (1999, 2001, 2002, 2003, 2008, 2009, 2010) , а також двічі срібний (2004, 2007).
Після відновлення Естонією незалежності в 1991 році неодноразово представляв свою країну на чемпіонатах світу та Європи серед юніорів у різних вікових категоріях. Найбільшого успіху в цих змаганнях здобув 1993 року в Братиславі, де поділив 1-3-тє місце на ЧС до 18 років (переміг тоді Золтан Алмаші, перед Василем Ємеліним). 1997 року поділив 3-тє місце (позаду Доріана Рогозенка і Карела ван дер Вейде, разом з Петром Габою, Матіасом Бомакою, Петером Ендерсом і Геннадієм Тимошенком) на турнірі за швейцарською системою в Хемніці, тоді як у 2000 році поділив 2-ге місце (позаду Василя Ємелінима, разом з Георгієм Тимошенком, Артемом Смірновим і Віктором Гавриковим) на меморіалі Пауля Кереса в Таллінні і поділив 3-тє місце (разом з Яаном Ельвестом і Алоїзасом Квейнісом на зональному турнірі (відбіркового циклу чемпіонату світу) в Межезерсі (у плей-офф за путівку на чемпіонат світу ФІДЕ в Нью-Делі програв 1½ — 2 Михайлові Ричагову).
Досягнув низки успіхів на міжнародних турнірах, зокрема, в таких містах, як:
- Дайцизау (2002, Neckar-Open, поділив 1-ше місце, зокрема, з Яном Густафсоном, Томашем Полаком, Володимиром Єпішиним, Рустемом Даутовим і Левоном Ароняном),
- Геусдал (2002, поділив 1-ше місце разом з Х'єтілем Лі і Васіліосом Котроніасом; 2003, посів 1-ше місце і 2005, посів 2-ге місце позаду Сергія Тівякова),
- Пакш (2003, поділив 1-ше місце разом з Владиславом Неведничим),
- Каппель-ла-Гранд (2004, поділив 1-ше місце разом з Євгеном Наєром, Артемом Тімофєєвим, Золтаном Дьїмеші, Сергієм Григор'янцом і Олегом Корнєєвим)[6],
- Стокгольм (2007/08, турнір Кубок Рілтона, поділив 1-ше місце разом з зокрема, Радославом Войташеком, Пією Крамлінг, Євгеном Аґрестом, Девідом Берцешом, Васіліосом Котроніасом і Томі Нюбаком),
- Таллінн (2008, меморіал Пауля кереса, поділив 2-ге місце позаду Василя Ємеліна, разом з Ігорсом Раусісом і Шарунасом Шулскісом),
- Ювяскюля (2008, посів 1-ше місце),
- Сковбо (2008, поділив 1-ше місце разом з Йоном Людвігом Хаммером),
- Г'євік (2008/09, посів 2-ге місце позаду Йона Людвіга Хаммера, разом із зокрема, Алоїзасом Квейнісом, Сергієм Тівяковим і Борисом Савченком),
- Ювяскюля (2013, посів 1-ше місце[7] і 2014-м.[8]).

Найвищий рейтинг Ело в кар'єрі мав станом на 1 липня 2011 року, досягнувши 2609 пунктів займав то 1-ше місце серед естонських шахістів.

## Зміни рейтингу
| На цьому місці має відображатися графік чи діаграма, однак з технічних причин його відображення наразі вимкнено. Будь ласка, не видаляйте код, який викликає це повідомлення. Розробники вже працюють для того, щоби відновити штатне функціонування цього графіка або діаграми. | |
| | На цьому місці має відображатися графік чи діаграма, однак з технічних причин його відображення наразі вимкнено. Будь ласка, не видаляйте код, який викликає це повідомлення. Розробники вже працюють для того, щоби відновити штатне функціонування цього графіка або діаграми. |